# رود سیلما
رود سیلما رودی است که به رود پیچورا می‌ریزد. این رود از کشور روسیه می‌گذرد و طول آن ۳۷۴ کیلومتر (۲۳۲ مایل) است.